# بوكومس
بوكومس ( بالإنجليزية:Bokkoms) هو نوع من أسماك البوري ( البوري الجنوبي) مملح ومجفف ويعرف في الكاب الغربية بجنوب إفريقيا باسم (هاردرس)، ويعد من أنوع الأسماك الشهية المعروفة في منطقة الساحل الغربي بجنوب إفريقيا. يتم تجفيف السمكة المملحة في الشمس والرياح وتؤكل بعد تقشير الجلد، في بعض الحالات يتم تدخينه، يعرف أيضا باسم "الأسماك بيلتونج".

## أصل الكلمة
جاءت كلمة بوكومس من الكلمة الهولندية بوكيم، وهي البديل لكلمة بوكينج (أوبوكينك في اللغة الهولندية الوسطى). كلمة بوكينج مشتقة من كلمة بوك (الكلمة الهولندية التي تعني ماعز) ، لأن بوكومس لها نفس شكل قرون الماعز، وهي صلبة تمامًا مثلها، وورائحتها نتنة مثل رائحة قرن الماعز (للماعز غدد رائحة خلف قرونهم تسبب الرائحة).

## تاريخ
في بداية عام 1658، وبعد ست سنوات فقط من أول توطين دائم للأوروبيين في رأس الرجاء الصالح، تم منح أربعة مواطنين مجانًا الإذن بالاستقرار في خليج سالدانها على الساحل الغربي لجنوب إفريقيا، ومُنحو الحق من شركة الهند الشرقية الهولندية لصيد السمك في مياه خليج سالدانها وإرسال حصيلة صيدهم إلى المركز التجاري للشركة في رأس الرجاء الصالح، لتباع للسكان وللسفن المارة في خليج تيبل، كان لديهم حقوق حصرية في الصيد المربح حتى عام 1711. وكان يجب تسليم خُمس المصطاد في صورة مملحة ومجففة، والتي كانت أصل بوكومس في جنوب إفريقيا.

## الأكل
يفضل أكله والاستمتاع به مع الخبز، ومربى المشمش، والقهوة السوداء، ويمكن أيضًا استخدامه في الحساء والمعكرونة، أو تناوله بمفرده.  